# 布莱兹反应
布莱兹反应（法語：Réaction de Blaise），是一类由α-卤代酯与锌形成的有机锌试剂与腈加成
，经过烯胺酯（插烯氨基甲酸酯）生成β-酮酯的反应。
日本化学家岸义人研究发现，使用活化的锌和四氢呋喃作溶剂可以提高反应收率和减少副反应发生。并用改良的步骤于贝类毒素（或称石房蛤毒素，英文：Saxitoxin）关键中间体的合成。通过使用锌银合金和超声波，美国化学家艾伯特·梅耶斯（Albert Meyers）在温和的条件下（25-40℃）成功进行了分子内布莱兹反应进而完成了某些生物碱的不对称合成。